# Mariánský most
Mariánský most pro silniční dopravu a pěší překonává v Ústí nad Labem řeku Labe, čímž spojuje městské obvody Ústí nad Labem-město (silnici I/62) a Ústí nad Labem-Střekov (silnici II/261). Byl otevřen roku 1998 a je tak nejmladším ze tří říčních mostů v Ústí, po mostu Dr. E. Beneše a železničním mostu. Leží v místě zvaném Ústecká brána, severním koncem ústí pod Mariánskou skálu. Vedle tradičního symbolu města, hradu Střekova, se stal novodobou dominantou Ústí nad Labem. Autorem návrhu je architekt Roman Koucký. Podle architekta a historika urbanismu Karla Kuči je most nejvýraznějším novodobým symbolem města Ústí nad Labem.

## Historie
Most byl budován po dobu pěti let, přičemž do něj město investovalo přes 750 milionů Kč.
Most roku 1999 získal Cenu Evropské asociace ocelových konstrukcí – ECCS (European Convention for Constructional Steelwork) European Steel Design Awards. Mezinárodní asociace pro mosty a stavební inženýrství zařadila ústecký Mariánský most krátce po jeho dokončení mezi 10 nejlepších staveb světa posledního desetiletí.
Most odolal velkým povodním v letech 2002, 2006 a 2013. Nicméně nedokázal plnit funkci spojení mezi Střekovem a dalšími částmi města Ústí nad Labem. Plánuje se proto vybudování estakády směrem ke čtvrti Krásné Březno.
Most postavilo město Ústí nad Labem, které zůstává jeho vlastníkem.
Dodavatel mostu, společnost Hutní montáže vede od roku 1998 s městem více než dvacet let spor o doplatek za výstavbu mostu, úroky, valorizace a nedoplatky dílčích faktur. Hutní montáže měly most dostavět a zprovoznit do konce roku 1997, v pylonu se však objevily trhliny a voda podemlela podpěry mostu. Dodavatel změnil projekt a použil na stavbu více materiálu, změna však s městem nebyla projednána a proto město odmítlo vícenáklady proplatit, most byl otevřen až v červenci 1998. Dodavatel požadoval za sporné vícepráce 178 milionů korun a k tomu 1,1 miliardy korun úroků, ústecký okresní soud mu v květnu 2020 nepravomocně přiznal 78 milionů korun, dalších 308 milionů tvořily v té době úroky z dlužné částky. V roce 2020 společnost Hutní montáže postoupila pohledávku spřízněné společnosti Witkowitz VHM, která podle účetní uzávěrky z roku 2018 nevykazuje žádný majetek, žádné zaměstnance ani aktivity, ale pouze ztrátu 197 tisíc korun. Město převod pohledávky označilo za účelový, směřující k tomu, aby pohledávky za soudní řízení včetně znaleckých posudků byly v případě prohry sporu nedobytné, a napadlo jej u soudu.
Spor mezi dodavatelem a městem byl veden od roku 1999, kdy Hutní montáže podaly na město žalobu o 184 milionů korun a úrok z prodlení. V roce 2013 okresní soud nárok nepravomocně uznal, v roce 2014 odvolací krajský soud vrátil případ zpět k novému projednání. V roce 2019 okresní soud rozhodl, že město má doplatit 78,5 milionu korun a zamítl nárok firmy na dalších 105 milionů korun. Poté se ke krajskému soudu odvolalo město. Odvolací krajský soud rosudkem z konce března 2021 dal pravomocně za pravdu městu. Společnost Witkowitz VHM poté podala dovolání k Nejvyššímu soudu, který dovolání zamítl. Nevyřešený zůstaly ještě čtyři části sporu, ve kterých šlo  celkově zhruba o 220 milionů korun s úroky. 12. září 2022 zastupitelstvo města schválilo návrh smíru mezi městem a společností Witkowitz VHM. Město za stavbu mostu doplatí 30 milionů korun, firma naopak uhradí téměř 10 milionů odměny právníkovi města. Pokud by společnost Witkowitz VHM uspěla u soudu s původními nároky, mohlo město platit až 300 milionů korun. Návrh smíru bude ještě předložen soudu.
Na konci roku 2007 město Ústí nad Labem ohlásilo záměr převést most během roku 2008 na stát. Na žádost Hutních montáží vydal v únoru 2008 soud předběžné opatření, které městu Ústí nad Labem zakázalo převést most do vlastnictví státu a správy ŘSD.
V roce 2009 byl vyjednáván převod mostu na stát, město vyhlásilo deklaraci, že se most stal součástí silnice I/62, neboť dle znaleckého posudku tvoří větev této silnice. Na most navazuje na střekovské straně silnice III/25841. Město nabídlo most k odprodeji státu, ministerstvo dopravy však s jeho převzetím váhalo. Smlouvy o převodu mostu za 95 milionů Kč byly k říjnu 2010 již podepsané, ale fakticky k převodu ještě nedošlo.
Ještě v dubnu 2022 Mariánský most podle oficiální evidence není součástí silniční sítě, ale je pouze místní komunikací, v jednotné celostátní evidenci mostů BMS most není evidován – evidován je pouze podjezd jižního ramene Přístavní ulice pod Mariánským mostem. Most není označen tabulkami s číslem mostu.
Podle informace Ředitelství silnic a dálnic ministru Vítu Bártovi z roku 2010 bude most vyžadovat v příštích letech základní rekonstrukci za stamiliony korun. Primátor Jan Kubata označil tuto informaci za mylnou a mylně podanou: podle jím zaslaného posudku je most ve velmi dobrém technickém stavu a podle Kubaty tak žádné stamilionové opravy v budoucnosti nehrozí. Roční náklady na údržbu se pohybují v řádech milionů, tedy odhadem přibližně do 10 milionů korun.

## Pojmenování
Pro jméno mostu, které vyhrálo, tedy Mariánský most, hlasovalo 93 lidí. Mezi další možnostmi, jak se most mohl jmenovat, patřily např. most Barikádníků, Harfa, Vidlák, Mobidik, Manhattan, Semtammost či most 7. pětiletky.

## Konstrukce mostu
Most tvoří dva pylony, z každého jednostranně vychází 15 ocelových lan, které nesou mostovku. Ta je 179 metrů dlouhá, pylony jsou 60 metrů vysoké. Jejich výška má být shodná s výškou ústeckého kostela Nanebevzetí Panny Marie. Most váží 3500 tun. Most je zčásti ocelový, zčásti železobetonový.

## Galerie

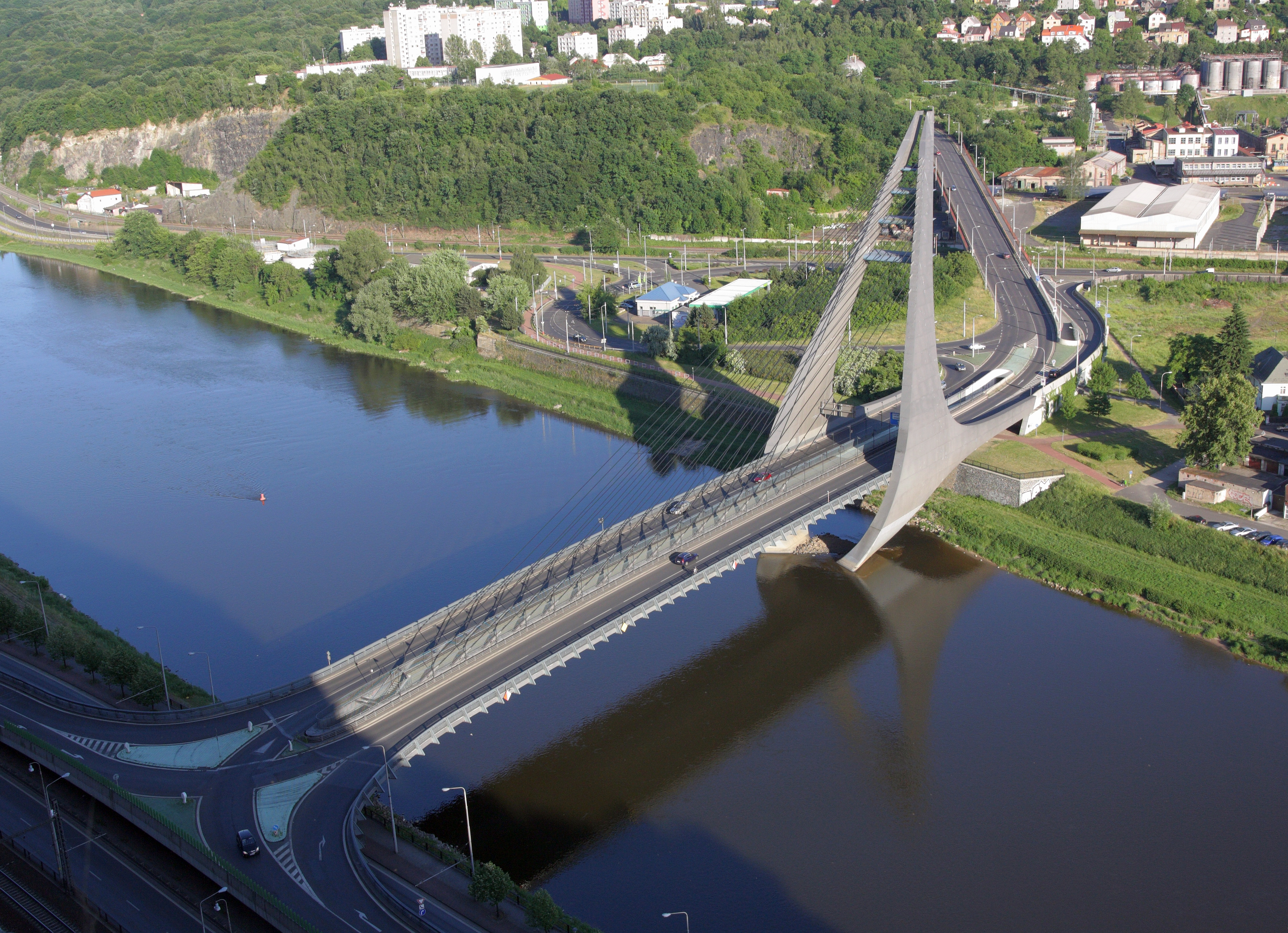
pohled z Mariánského vrchu
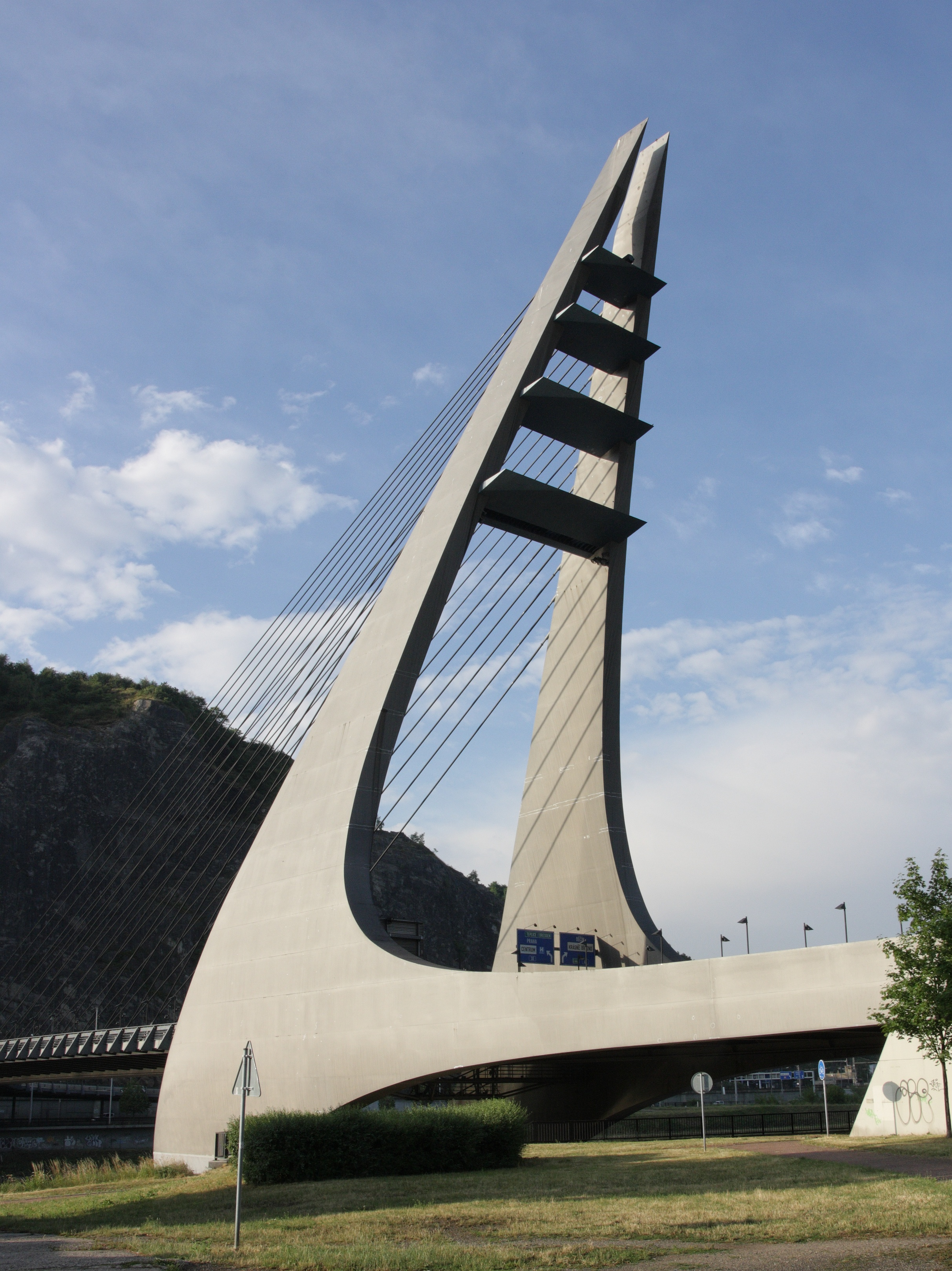
pylony, detail
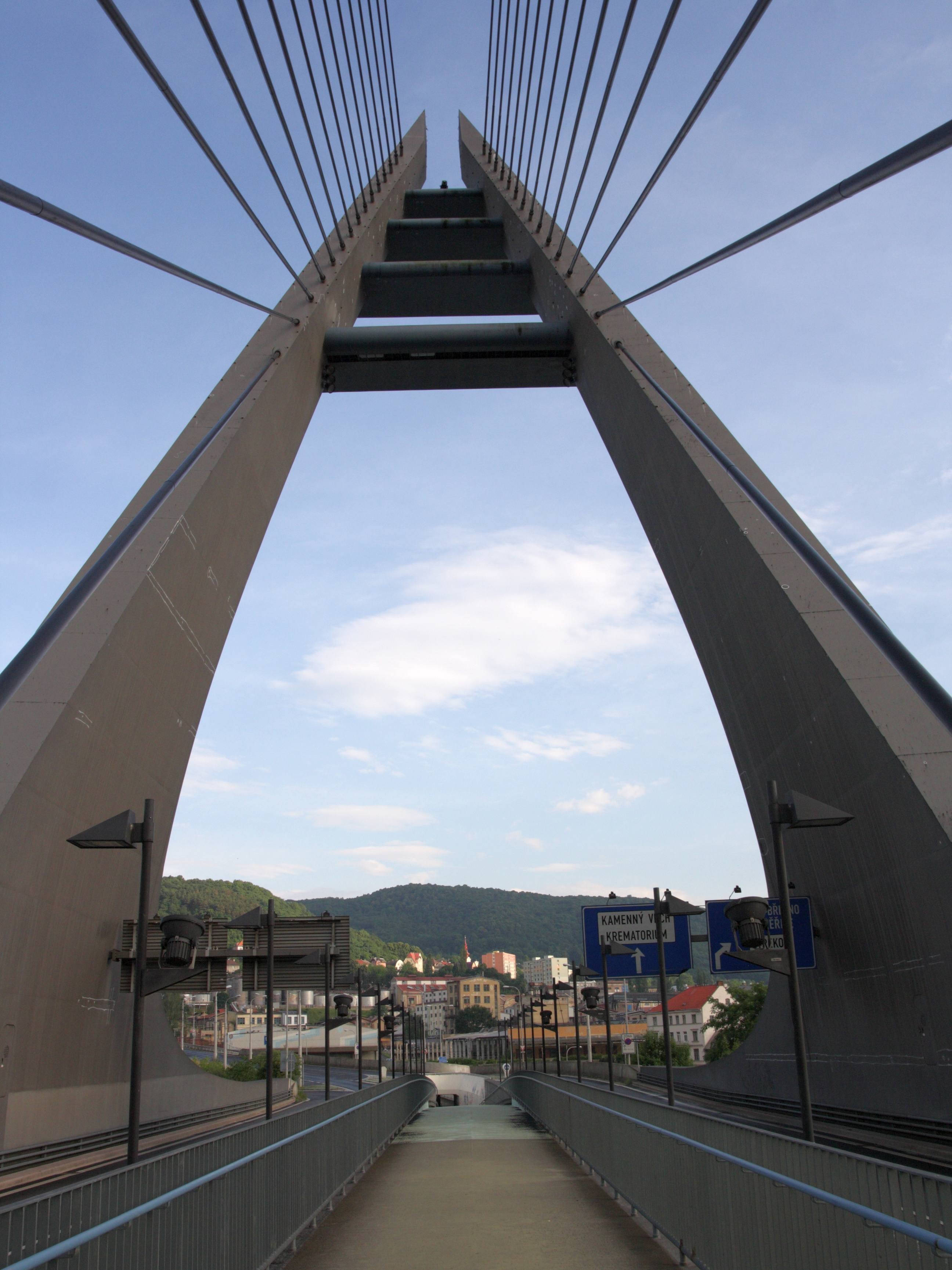
pylony, pohled od severu
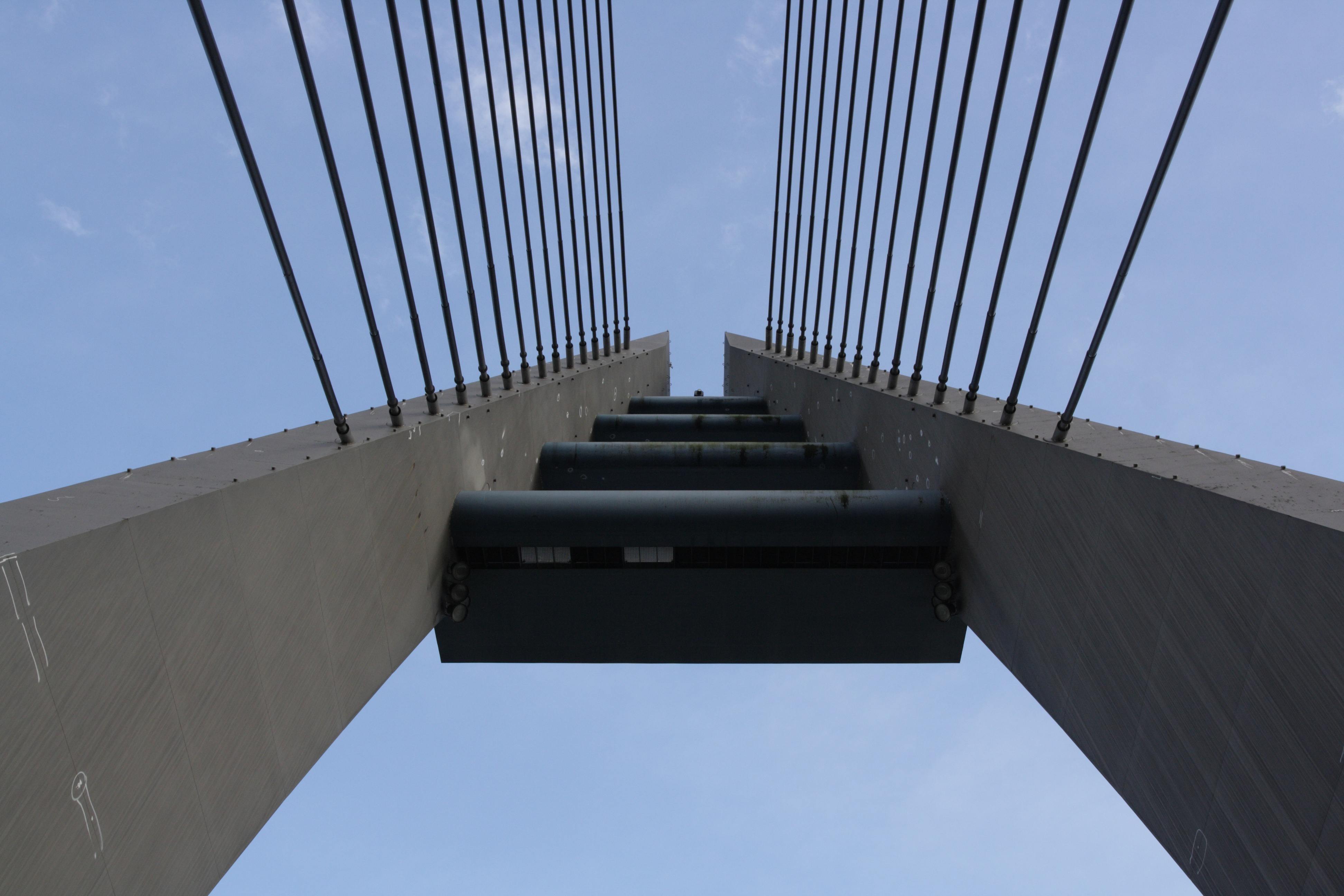
pylony, detail
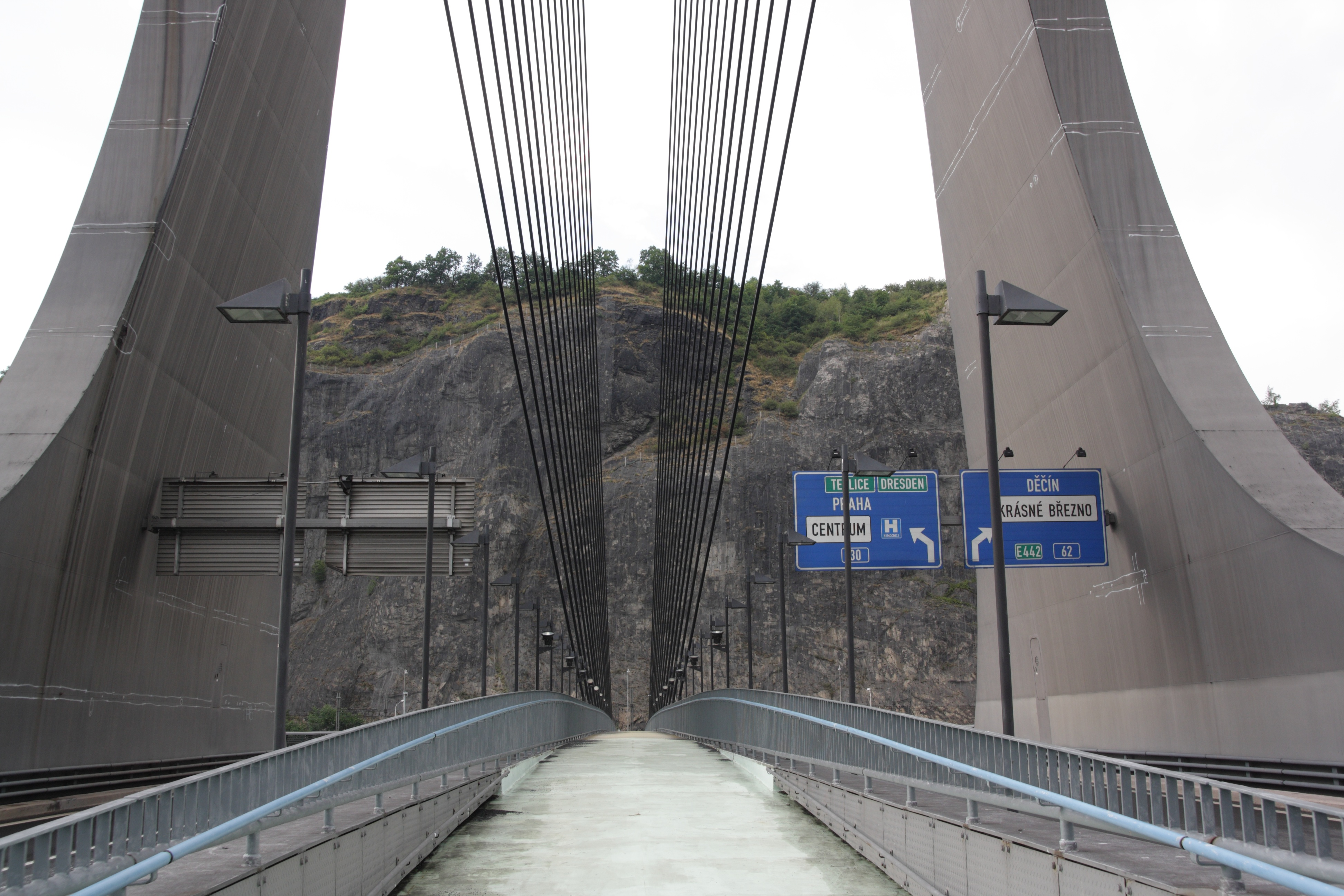
středová stezka pro pěší na sever
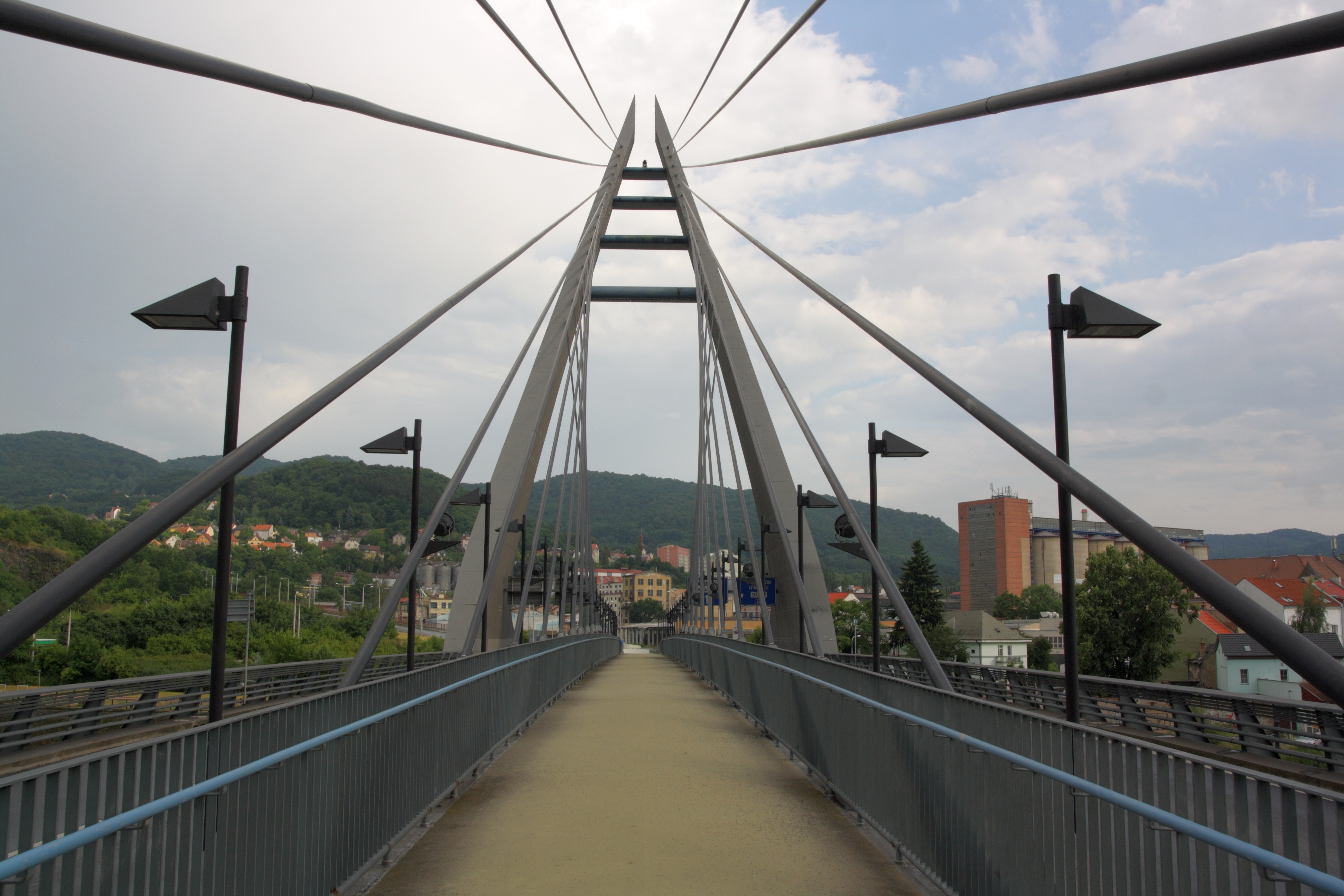
středová stezka pro pěší na jih
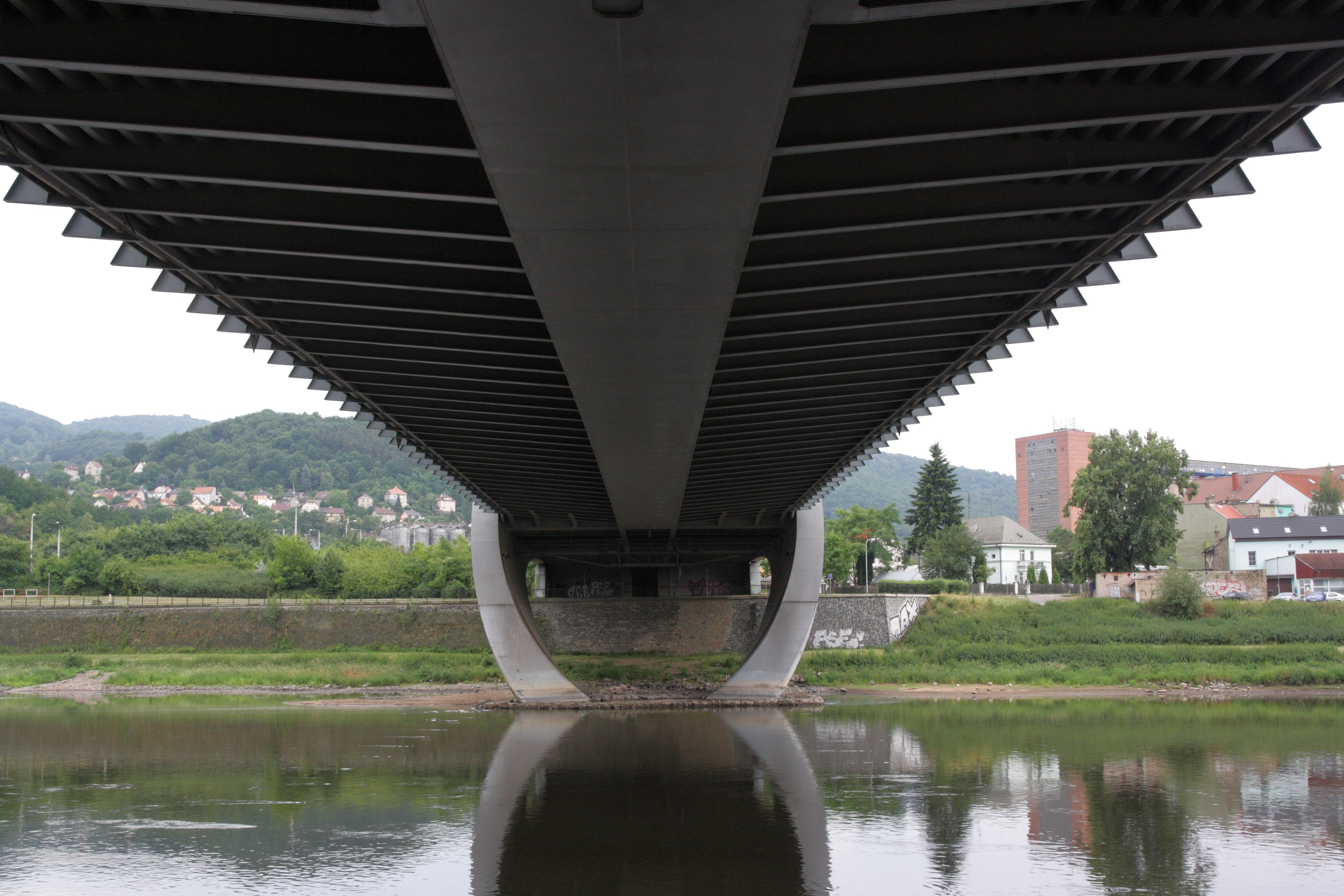
spodní část mostovky
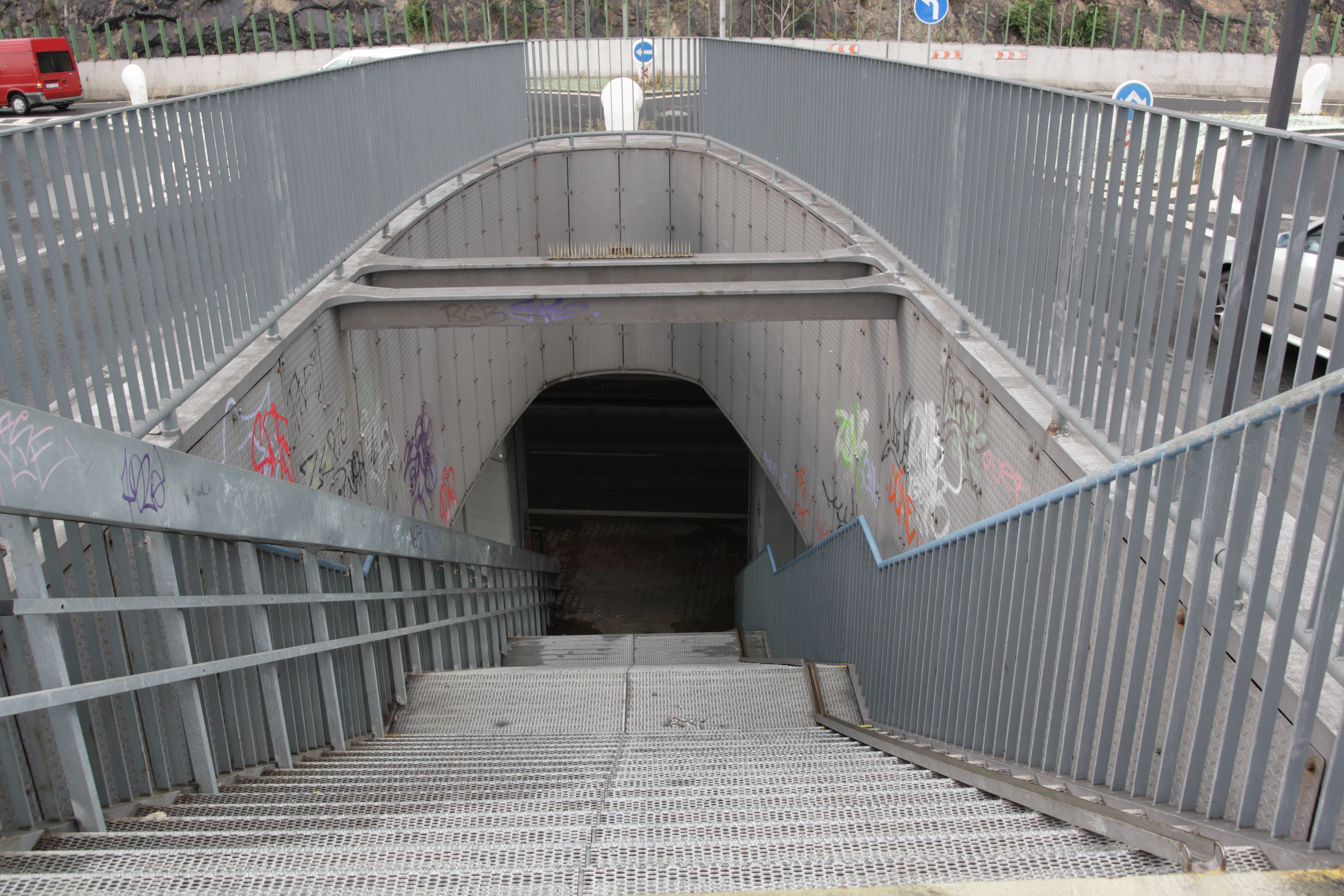
severní výstup ze středové stezky pro pěší